# 石婆店镇
石婆店镇，是中华人民共和国安徽省六安市裕安区下辖的一个乡镇级行政单位。

## 行政区划
石婆店镇下辖以下地区：
街道社区、沙家湾村、三岔村、白云村、青龙村、鲍冲村、泉水村、石婆店村、汪家畈村、童山村、安冲村、连四塘村、骆家庵村、连冲村、凤凰山村、银岗村和资圣寺村。